# 根特条约

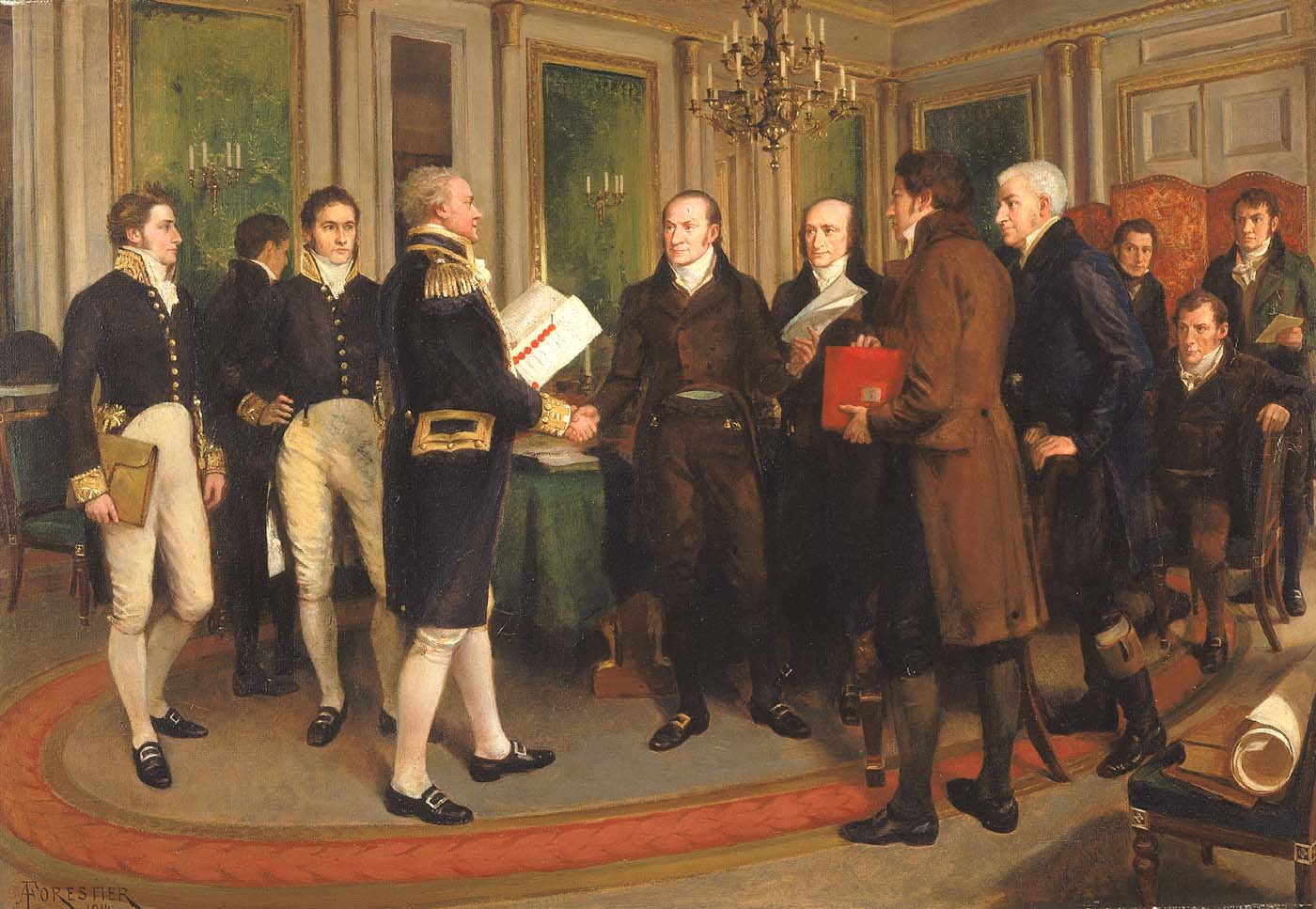
根特条约的签署。英国海军元帅詹姆斯·甘比尔正与美国派俄罗斯大使约翰·昆西·亚当斯握手；英国陆军及殖民地次长亨利·古尔本正携带着红色文件夹。

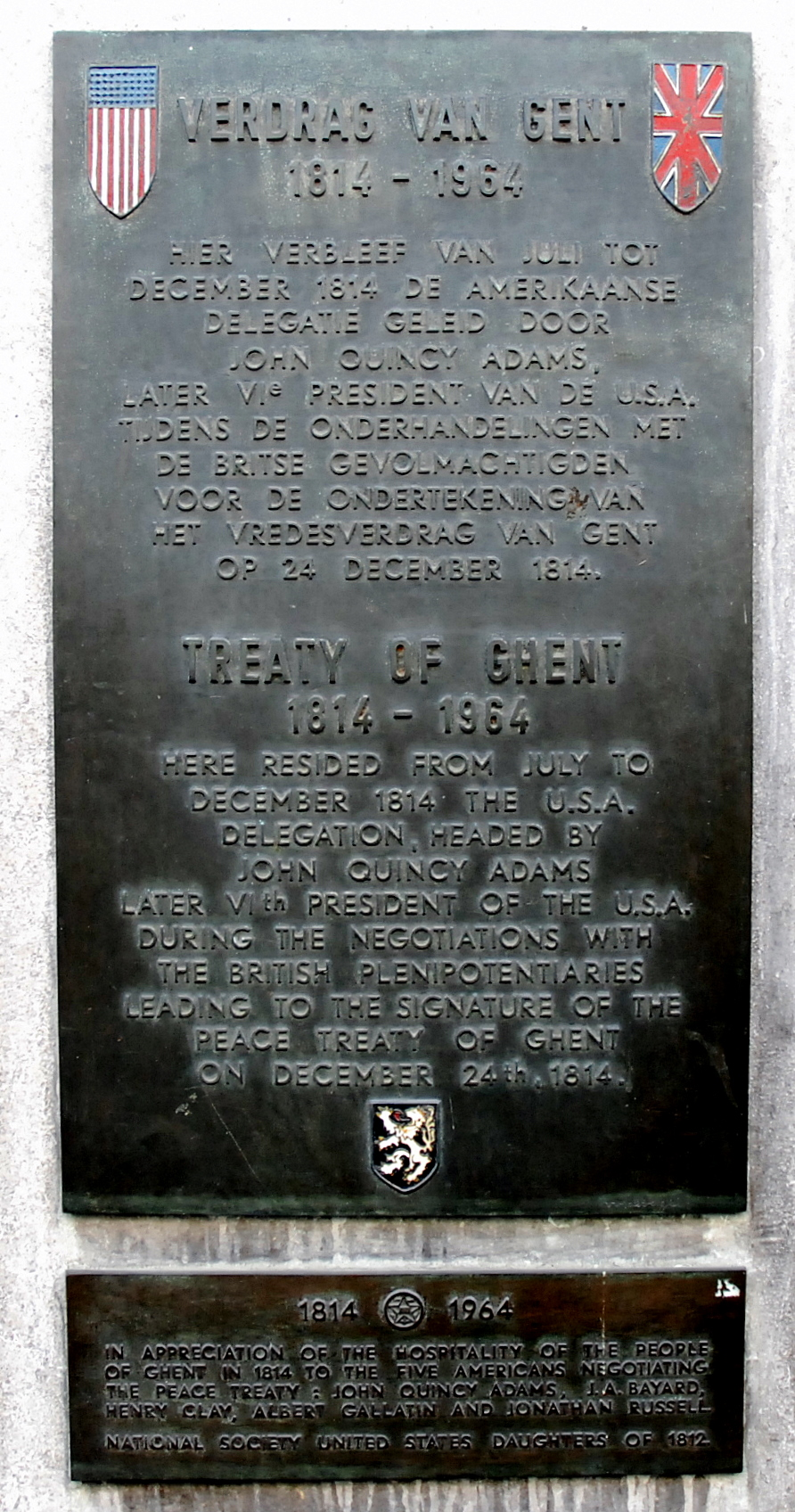
根特Veldstraat楼房内的小匾。这是美国全权代表住的地方，也是此条约的协商地之一。位于Veldstraat47号的“思捷”零售商店。

根特条约（英語：Treaty of Ghent；8 Stat. 218）是1814年12月24日在聯合尼德蘭的根特（今属比利时）签署终止美国与英国之间战爭的和平条约。此条约使英美關係大体回到了战前状态，双方都没有领土损失。此条约在1814年12月30日由英國攝政王及後来的英王乔治四世批准。因为当时通信条件的不便，这个和平条约的消息花了几周才傳抵美國。1815年1月8日的新奥尔良战役是在它签署之后爆发的，安德鲁·杰克逊率领的美军战胜了英军，但此时和平条约还没有生效。2月16日，美国参议院完成了和平条约的批准程序；2月17日，美国总统麦迪逊签署了和平条约，于次日生效。

## 谈判
1814年春拿破仑投降后，英国舆论要求在这场对抗美国的战争中获得大量所得。高级美国代表在伦敦告诉国务卿詹姆斯·门罗：
“有许多人以战争为乐，以至于我比以往任何时候都更没有我们可以达成和平的希望。通过报纸你可以察觉到，一支大军将要从波尔多被送往合众国；现在的风尚是美国和征服之间的不合。比较温和的人认为，当我们的海滨地区被糟蹋，我们被迫认同一条将我们排除出湖泊区的界限；放弃我们所声明的路易斯安那土地一部分与在岸边钓鱼的权利，等等之时，才能和我们达成和平。”
然而，利物浦勋爵首相意识到了不断增长的对战时税收的反对与利物浦及布里斯托商人对重启与美国贸易的要求，他认识到旷日持久的战争使英国能得到的很少，将失去的很多。
英国曾经一度拒绝俄罗斯为和平谈判牵线搭桥的提议，但在1814年改变了方针。随着拿破仑战败，终止美国与法国贸易和强征美国船只的水手，这些英国的主要目的就成了一纸空文。谈判于1814年8月在尼德兰王国的根特开始举行。美国人派出了高级领导人，其中包括了亨利·克雷，约翰·昆西·亚当斯，以及艾伯特·加勒廷，而英国则派出了与在伦敦的上级保持密切联系的较低级官员。
随着和平谈判开始，英国要求在美国西北部地区（从俄亥俄到威斯康辛的这片地区）成立印第安人阻隔州。他们同时要求美国人在大湖区不拥有任何海军力量，英国则取得某些通行到密西西比河的权利，作为交换，美国人有权继续在纽芬兰离岸处捕渔。美国对此表示反对，双方遂陷入僵局。当麦迪森公布了这些要求时，美国舆论被激怒，即使是联邦党人都开始愿意继续战斗了。
谈判期间，英国人同时进行着三场入侵战争。其中一路烧毁了华盛顿，但是没能占领巴尔的摩，而且在其指挥官被杀时，便航行离开。在北部纽约州，1万名英国老兵向南进军，直到普拉茨堡战役中决定性的战败迫使他们回到加拿大为止。目标为占领新奥尔良和西南方的第三路军队的命运的事情尚无人所知。首相希望威灵顿公爵在加拿大指挥，并且最终赢得战争；威灵顿说他将去美国，但是他认为他也需要在欧洲。 他同样指出：
我认为你没有权利在战时状态要求美国有任何领土的让步…… 尽管你有军事上的成功与目前无疑的军事优越性，你也无法把它带入敌人的领土，而且，你甚至在即将攻击之时仍没有清理干净自己的领土。基于任何平等协商的原则上，你都不能要求割让领土，除非是用其他你自己有的利好条件交换…… 那么，如果这个推理正确，为何制定占领地保有原则？你不能得到领土：实际上，你的军事行动的状态，无论多么值得称赞，都不能授权你要求任何东西。 
英国放弃了所有要求，并且协商人同意了在领土上不作改变这项要求的条约。囚犯将会得到交换，被抓捕的奴隶将返回美国或者得到英国的支付（支付过给他们的人）。

## 协议
1814年12月24日，英国和美国协商团成员签署了这份文件并在上面加盖其个人印章。它本身没有结束这场战争——那需要得到正式的政府通过，而这将在1815年2月到来。此条约释放了所有囚犯并且恢复了所有被占领的土地和船只。大约有10,000,000英畝（40,000平方）的土地还给了美国，这些地方靠近苏必利尔湖和密歇根湖，还有的在缅因州。美国所有的上加拿大地区（现今的安大略）还给了英国管辖。此条约因此没怎么改变战前的边界，不过美国的确从西班牙手里得到了领土。英国承诺退还他们取得的解放的黑奴。实际上，几年后英国还为美国支付了1,204,960美元给他们。两个国家也承诺朝终止国际奴隶贸易的方向努力。

## 后续
美国在新奥尔良之战胜利之後，英国又在第二次弓箭手堡之战取勝。英国在其後欲进攻阿拉巴马州的莫比尔之際，此条约的消息最终抵达北美洲。此条约几个月后，密西西比河边境沿岸的印第安人（曾尋求英國協助）與美国军队爆發衝突，其中包括有1815年5月的沉洞之战。
美国参议院在1815年2月16日一致通过了此条约，总统詹姆斯·麦迪逊在2月17日與英国派駐华盛顿外交官交换了批准文件；此条约在2月18日公布。八天后，2月26日，拿破仑逃离厄尔巴，再次启动了在欧洲的战争，迫使英国集中精力在這個「法國怪獸」所製造的威胁。
1922年，时间喷泉由英國献给了芝加哥，坐落在华盛顿公园，标致着美国和英国之间100年的和平。纽约水牛城和安大略伊利堡之间的和平桥亦在1927年开通，以庆祝美国和加拿大之间100年的和平。

## 備註
1. ↑  The British were unsure whether the attack on Baltimore was a failure, but Plattsburgh was a humiliation that called for court martial.(Latimer 2007，第331,359,365頁)

## 延伸阅读
- Bemis, Samuel Flagg. John Quincy Adams and the Foundations of American Foreign Policy  (1949).
- Burt, A. L.  The United States, Great Britain and British North America from the Revolution to the Establishment of Peace after the War of 1812 , 1940 Online Edition （页面存档备份，存于）.
- Engelman, Fred L. "The Peace of Christmas Eve," American Heritage Magazine  (Dec 1960) v 12#1 popular account; online （页面存档备份，存于）.
- Hickey, Donald R.  The War of 1812: A Forgotten Conflict  (1990) pp. 281–98.
- Matloff, Maurice. American Military History: Army Historical Series.  Chapter 6: The War of 1812.  (Center of Military History, 1989). Official US Army history, online （页面存档备份，存于）.
- Perkins, Bradford. Castelereagh and Adams: England and the United States, 1812-1823 , 1964; the standard scholarly history
- Remini, Robert Vincent. Henry Clay: Statesman for the Union  (1991) pp. 94–122.
- Ward, A.W. and G.P. Gooch, eds. The Cambridge History of British Foreign Policy, 1783-1919  (3 vol, 1921-23),  Volume I: 1783-1815 online pp 535-42 （页面存档备份，存于）